# Červené Pečky
Červené Pečky település Csehországban, a Kolíni járásban. Červené Pečky Suchdol, Pašinka, Ratboř, Libenice, Polepy, Nebovidy és Miskovice településekkel határos. Lakosainak száma 2057 fő (2024. január 1.).

## Népesség
A település lakosságának változását az alábbi diagram mutatja:
| Lakosok száma | 2273 | 2354 | 2424 | 2110 | 1731 | 1614 | 1790 | 1812 | 1947 | 2057 |
|               | 1869 | 1890 | 1921 | 1950 | 1980 | 2001 | 2017 | 2019 | 2022 | 2024 |